# Historický archiv Kosovska Mitrovica
Historický archiv Kosovska Mitrovica (srbsky Историјски архив Косовска Митровица, albánsky Arkivi istorik i Mitrovicës) se nachází v uvedeném městě v Kosovu. Ředitelem instituce je Lubiša Pantović. Oficiální sídlo je nicméně v nedalekém Zvečanu.
Archiv byl založen roku 1968 po úřední stránce a s prací začal v prosinci roku 1970. Působil nejen na území uvedeného města, ale také ve Vučitrnu, Leposavići a Srbici (albánsky Skënderaj) a Zubin Potoku. Proto byl také nazýván jako archiv meziobecní (srbsky međuopštinski arhiv, albánsky Arkiv ndërkomunal).
Po válce v Kosovu zůstal, stejně jako celá část Srby osídleného severního Kosova pod jurisdikcí srbských úřadů. 
V roce 2024 Kosovská policie zajistila část archivu z pobočky ve Zvečanu a převezla jej do Archivu Kosova v Prištině.